# Lăutari

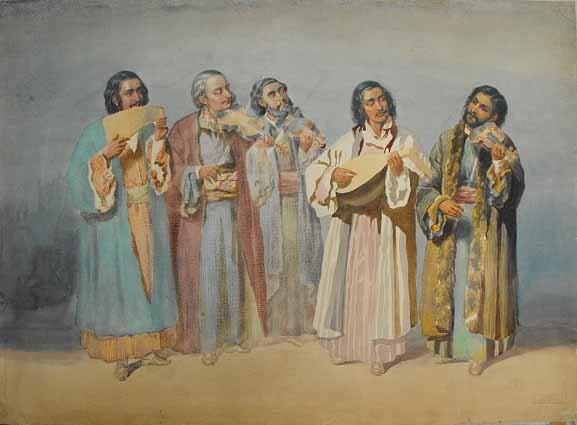
Lăutari-Musiker im 19. Jahrhundert

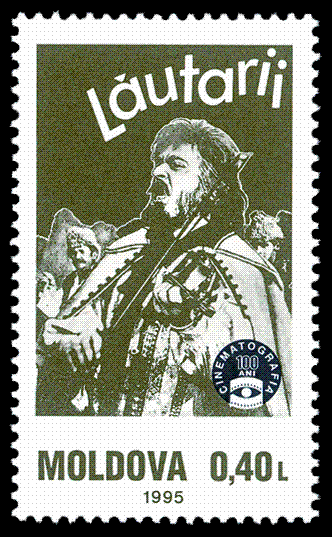
Lăutari

Das rumänische Wort Lăutar (Plural lăutari) bezeichnet eine Klasse von Musikern, die traditionell Mitglieder eines professionellen Clans von Roma-Musikern sind, rumänisch auch țigani lăutari genannt. Der Begriff leitet sich von lăută ab, dem rumänischen Wort für Laute. Lăutari treten normalerweise in Bands auf, die taraf heißen.

## Terminologie
Lăutar setzt sich aus dem Wort lăută und dem für Berufsnamen gebräuchlichen Agentensuffix -ar zusammen. Dabei wird zwischen dem generischen rumänischsprachigen Wort lăutar und dem Roma-Clan unterschieden. Ursprünglich wurde das Wort nur für Musikanten verwendet, die eine lăută spielten. Diese Terminologie findet sich auch bei anderen Musikerbezeichnungen im rumänischsprachigen Raum, z. B. scripcar (Geiger), cobzar (Koboz-Spieler) und naingiu (Panflötenspieler). Ab dem 17. Jahrhundert wurde das Wort lăutar unabhängig vom gespielten Instrument verwendet.
Eine weitere Unterscheidung sollte zwischen der von lăutari gespielten Lautărească-Musik und der rumänischen Volksmusik getroffen werden. Ein passenderer Begriff für einen Volksmusiker ist rapsod.

## Geschichte
Der Lăutari-Clan stammt wahrscheinlich aus anderen in Rumänien vorkommenden historischen Roma-Clans wie den Ursari, Lovari und Kalderash.
Die erste Erwähnung von Lăutari stammt aus dem Jahr 1558, als Mircea Ciobanul, Woiwode der Walachei, dem Vornic Dingă aus Moldawien Ruste lăutarul (Ruste der Lăutar) schenkt. 1775 wurde in der Walachei die erste Lăutărească-Gilde (breaslă) gegründet.
Die Lăutari waren sowohl Sklaven-Roma als auch freie Rumänen, aber die Roma waren die Mehrheit. Sie wurden bevorzugt, weil man ihnen bessere musikalische Fähigkeiten zusprach.
Vor dem 19. Jahrhundert wurden häufig Roma-Musiker eingesetzt, um an den Höfen der Fürsten und Bojaren für Unterhaltung zu sorgen. Im 19. Jahrhundert ließen sich die meisten dieser Musiker in ländlichen Gebieten nieder, wo sie bei Hochzeiten, Beerdigungen und anderen traditionellen Festen eine neue Beschäftigung suchten. Sie wurden țigani vătrași genannt und sprachen entweder Rumänisch oder Ungarisch. Nur wenige von ihnen, mit Vorfahren aus der Kalderash- oder der Ursari-Gruppe, sprachen noch die Roma-Sprache.
Die Lăutari existierten hauptsächlich in den Regionen Moldova, Muntenien, Oltenien und Dobrudscha im heutigen Rumänien. In Siebenbürgen gab es traditionelle professionelle Musiker erst im 19. Jahrhundert.
Als Interpreten sind Lăutari normalerweise lose in einer Gruppe organisiert, die als taraf bekannt ist und oft aus Männern einer Großfamilie besteht. Es gibt weibliche Lăutari, meistens Sängerinnen. Jede taraf wird von einem Solisten namens Primas geleitet.
Traditionell spielen die Lăutari nach Gehör, aber heute haben immer mehr Lăutari eine musikalische Ausbildung genossen und können Noten lesen.
Die Lăutari betrachten sich selbst als die Elite der Roma.

## Muzică Lăutărească

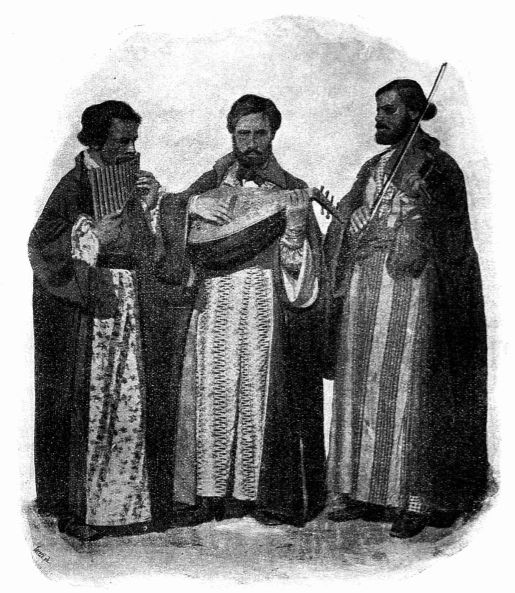
Taraf im Bukarest des 19. Jahrhunderts

Die Musik der Lăutari heißt Muzica Lăutărească. Es gibt keinen einzigen Musikstil der Lăutari, der Musikstil variiert von Region zu Region. Die Muzica Lăutărească ist komplex und ausgearbeitet, mit dichten Harmonien und raffinierten Ornamenten. Ihre Ausführung erfordert eine gute Technik. Die Muzica Lăutărească sollte nicht mit der rumänischen Volksmusik verwechselt werden.
Die Lăutari ließen sich von all der Musik inspirieren, mit der sie Kontakt hatten: der pastoralen Musik Rumäniens, der in der Kirche gespielten byzantinischen Musik sowie türkischer, russischer oder westeuropäischer Musik. Während sich die Lăutari von der lokalen Musik inspirieren ließen, beeinflussten sie auch die rumänische Volksmusik.
Improvisation ist ein wichtiger Bestandteil der Musik. Jedes Mal, wenn ein Lăutar eine Melodie spielt, interpretiert er sie neu. Aus diesem Grund wird die Muzica Lăutărească mit der Jazzmusik verglichen.
Aufgrund ihrer Eigenschaft, auf einem bestimmten Grundgerüst zu improvisieren, wurde die Musik auch mit indischen Desi-Musikstücken wie dem Raag verglichen. Yehudi Menuhin betrachtete die Musik der Lăutari als einen Teil indischer Musik.
Die Muzica Lăutărească ist wesentlicher Bestandteil traditioneller rumänischer Hochzeiten. Das Repertoire der Lăutari-Musiker umfasst traditionelle rumänische Tänze wie Hora, Sârba, Brâul und Melodien mit griechisch-türkisch-orientalisch beeinflussten Rhythmen.
In Südrumänien hat die Muzica Lăutărească eine ländliche und eine städtische Schicht. Die urbane Musik ist bekannt als Urban Folklor oder Mahala-Musik.

## Musikinstrumente
- Panflöte nai, deren Name und vielleicht Form auf osmanischen Einfluss zurückgeht
- Violine
- Bratsche
- Kontrabass
- Cobză, eine bundlose Knickhalslaute, die über die arabische Oud aus dem Orient eingeführt wurde. Wie die ukrainische form- und namensverwandte kobsa hat sie einen kurzen Hals und wird hauptsächlich zur rhythmischen Begleitung verwendet.
- Zymbal (țambal im Rumänischen)
- Akkordeon
- Klarinette – speziell in der urban Lăutarească-Musik verwendet.
- Tárogató – speziell im Banat benutzt
- Blechblasinstrumente – ein österreichischer bzw. osmanischer Einfluss[22], insbesondere in Ostrumänien und Moldawien.

Die Lăutari-Musiker verwendeten aufgrund ihrer begrenzten Fähigkeiten selten die Blasinstrumente, die zur traditionellen rumänischen Musik gehörten. In einigen Lăutari-Orchestern kommen heutzutage Panflöte, Flöte (fluier) oder der Dudelsack (cimpoi) zum Einsatz. Heute verwenden Bands auch elektronische und elektroakustische Instrumente, wie Keyboards, Gitarren und Bässe.

## Einflüsse auf George Enescu
Die Lăutari und ihre Musik hatten großen Einfluss auf den rumänischen Komponisten George Enescu. Enescu erhielt seinen ersten Musikunterricht bei einem Lăutar. Er ließ sich sowohl von der traditionellen rumänischen Musik als auch von der Muzica Lăutărească inspirieren. In seinen ersten Kompositionen, der Poème Roumaine und den Rumänischen Rhapsodies Nr. 1 und 2 zitiert er Passagen der urbanen Folkloremusik direkt, was den Stücken auch ein orientalisches Flair verleiht. Ein deutscher Kritiker dachte fälschlicherweise, Enescu sei Roma, nachdem er die rumänische Rhapsodie gehört hatte.

## Liste bekannter Lăutari-Musiker und Orchester

### Orchester

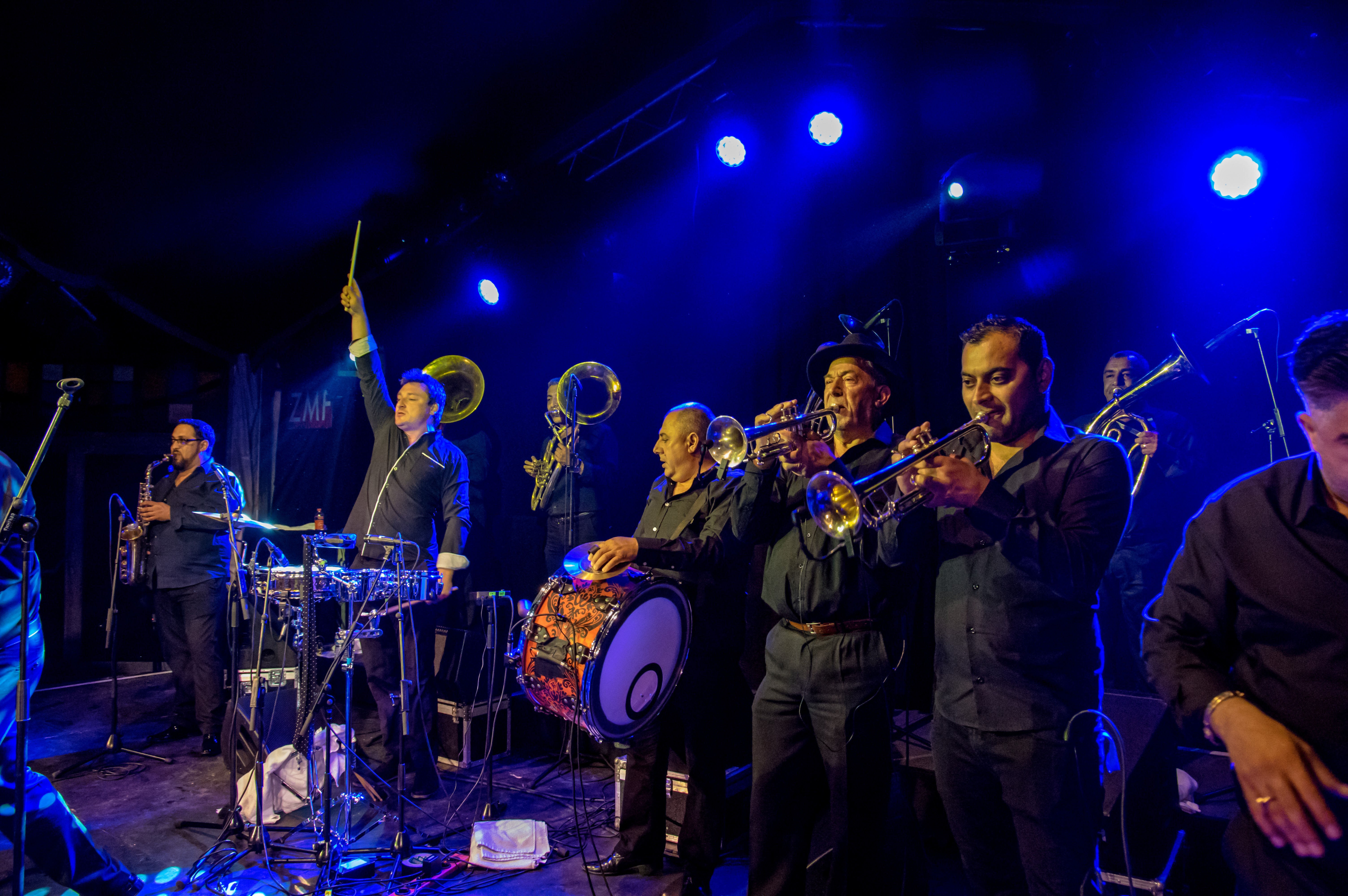
Fanfare Ciocărlia, 2017

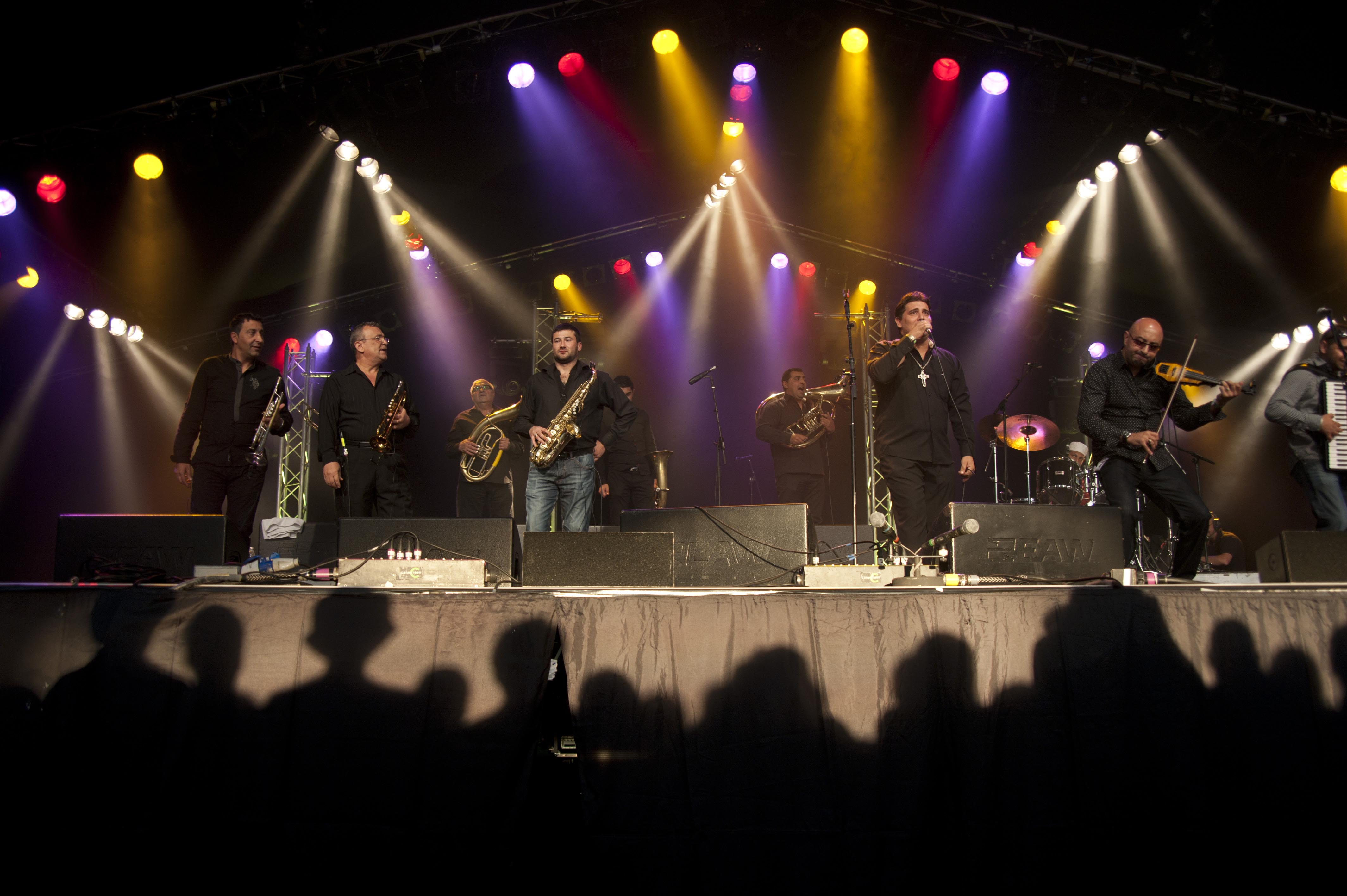
Mahala Rai Banda

Die meisten taraf haben keinen speziellen Namen, formieren sich jedoch um eine Person (den primaș) oder um eine Familie. Die meisten Bands haben einen kommerziell wirksamen Namen:
- Damian and Brothers – gegründet von Damian Drăghici
- Fanfare Ciocărlia
- Mahala Rai Banda
- Taraf de Haïdouks
- Orchestră Lăutari –  unter der Leitung von Nicolae Botgros
- Orchestră Fraților Advahov

### Musiker

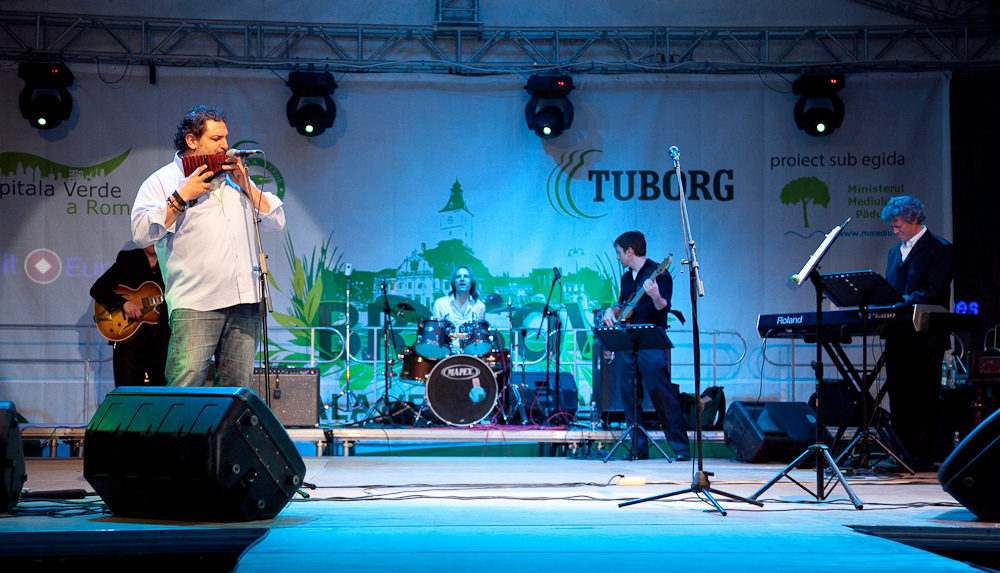
Damian Draghici

- Vasile Barbu – Cobzăspieler aus dem 18./19. Jahrhundert
- Marcel Budală – Akkordeonist
- Cornelia Catangă – Akkordeonistin und Sängerin
- Grigoraș Dinicu – Komponist und Violinist
- Damian Drăghici – Panflötenspieler
- Toni Iordache – Zymbalonspieler
- Fărâmiță Lambru – Akkordeonist
- Fănică Luca – Panflötenspieler und Sänger
- Gabi Luncă – Sängerin
- Ionică Minune – Akkordeonist
- Romica Puceanu – Sängerin
- Dona Dumitru Siminică – Sänger
- Petrea Crețu Șolcanu – Violinist, Großvater des Jazz-Musikers Johnny Răducanu
- Ion Petre Stoican – Violinist
- George Udilă – Klarinettist

## Trivia
- Es gibt einen gleichnamigen Spielfilm Lăutarii (1972, Moldova-Film, deutscher Verleihtitel: Geächtet und geliebt) des sowjetischen Regisseurs Emil Loteanu. In dem Film treten Musiker des staatlichen taraf Flueraș unter der Leitung von Sergiu Lunchevici auf.